# Taoches

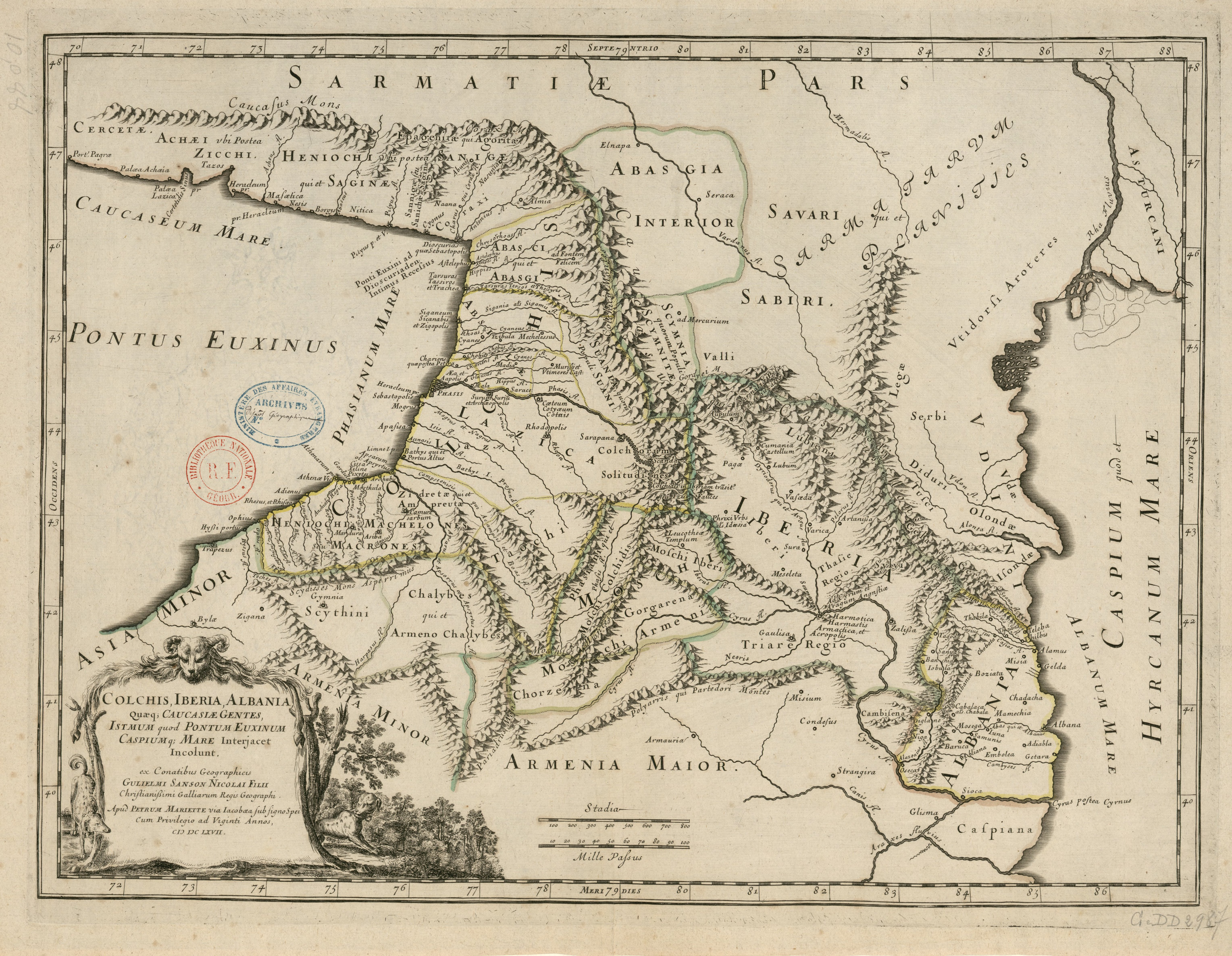
Taochi dans une carte montrant la Colchide, l'Ibérie et l'Albanie du Caucase par Guillaume Sanson (1667)

Les Taoches, Taochoi ou Taoques ( géorgien : ტაოხები  , Taokhebi ) étaient un peuple géorgien (kartvélien) de l'antiquité connu principalement grâce à l'ethnographie gréco-romaine. Les Taoches vivaient dans la zone montagneuse de la mer Noire jusqu'aux frontières actuelles de la Géorgie, de l'Arménie et de la Turquie.
En traversant leurs terres, Xénophon fait face à des hostilités. Il souligne que ces personnes étaient courageuses, vaillantes et se sont sacrifiées à une telle extrémité qu'après avoir perdu la bataille, les Taoches se sont suicidés en masse avec leurs femmes et leurs enfants en sautant d'une falaise afin de ne pas être réduits en esclavage. Xénophon (400 av. J.-C.) décrit ainsi cette pratique chez les Taoches kartvéliens : « On vit alors un affreux spectacle. Les femmes, jetant leurs enfants, se jettent ensuite, et leurs maris les suivent. Énée de 100 Stymphale, un des lochages, voyant tout près de se précipiter un barbare richement vêtu, le saisit pour le retenir. Celui-ci l’entraîne, et tous deux, roulant de rochers en rochers, tombent et meurent. On ne fit que peu de prisonniers, mais on trouva beaucoup de bœufs, d’ânes et de moutons. » (Anabase IV.vii.13-14),.

## Voir également
- Diaokhi
- Tao-Klarjeti